# Velika nagrada Kanade 1976
Velika nagrada Kanade 1976 je bila štirinajsta dirka Svetovnega prvenstva Formule 1 v sezoni 1976. Odvijala se je 3. oktobra 1976.

## Rezultati

### Kvalifikacije
| Poz | Št | Dirkač             | Konstruktor        | Čas      | Zaostanek |
| --- | -- | ------------------ | ------------------ | -------- | --------- |
| 1   | 11 | James Hunt         | McLaren-Ford       | 1:12,389 | —         |
| 2   | 10 | Ronnie Peterson    | March-Ford         | 1:12,783 | + 0,394   |
| 3   | 9  | Vittorio Brambilla | March-Ford         | 1:12,799 | + 0,410   |
| 4   | 4  | Patrick Depailler  | Tyrrell-Ford       | 1:12,837 | + 0,448   |
| 5   | 5  | Mario Andretti     | Lotus-Ford         | 1,13,028 | + 0,639   |
| 6   | 1  | Niki Lauda         | Ferrari            | 1:13,060 | + 0,671   |
| 7   | 3  | Jody Scheckter     | Tyrrell-Ford       | 1:13,191 | + 0,802   |
| 8   | 34 | Hans Joachim Stuck | March-Ford         | 1:13,322 | + 0,933   |
| 9   | 26 | Jacques Laffite    | Ligier-Matra       | 1:13,425 | + 1,036   |
| 10  | 8  | Carlos Pace        | Brabham-Alfa Romeo | 1:13,438 | + 1,049   |
| 11  | 12 | Jochen Mass        | McLaren-Ford       | 1:13,439 | + 1,050   |
| 12  | 2  | Clay Regazzoni     | Ferrari            | 1:13,500 | + 1,111   |
| 13  | 16 | Tom Pryce          | Shadow-Ford        | 1:13,665 | + 1,276   |
| 14  | 28 | John Watson        | Penske-Ford        | 1:13,973 | + 1,584   |
| 15  | 6  | Gunnar Nilsson     | Lotus-Ford         | 1:14,397 | + 2,008   |
| 16  | 22 | Jacky Ickx         | Ensign-Ford        | 1:14,461 | + 2,072   |
| 17  | 30 | Emerson Fittipaldi | Fittipaldi-Ford    | 1:14,471 | + 2,082   |
| 18  | 17 | Jean-Pierre Jarier | Shadow-Ford        | 1:15,113 | + 2,724   |
| 19  | 7  | Larry Perkins      | Brabham-Alfa Romeo | 1:15,598 | + 3,209   |
| 20  | 19 | Alan Jones         | Surtees-Ford       | 1:15,652 | + 3,263   |
| 21  | 38 | Henri Pescarolo    | Surtees-Ford       | 1:15,846 | + 3,457   |
| 22  | 18 | Brett Lunger       | Surtees-Ford       | 1:16,201 | + 3,812   |
| 23  | 24 | Harald Ertl        | Hesketh-Ford       | 1:16,534 | + 4,145   |
| 24  | 25 | Guy Edwards        | Hesketh-Ford       | 1:17,217 | + 4,828   |
| 25  | 20 | Arturo Merzario    | Wolf-Williams-Ford | 1:17,288 | + 4,899   |
| 26  | 21 | Chris Amon         | Wolf-Williams-Ford | 1:18,202 | + 5,813   |
| 27  | 39 | Otto Stuppacher    | Tyrrell-Ford       | 1:25,024 | + 12,695  |

### Dirka
| Poz | Št | Dirkač             | Konstruktor        | Krogi | Čas/Odstop     | Št. m. | Toč |
| --- | -- | ------------------ | ------------------ | ----- | -------------- | ------ | --- |
| 1   | 11 | James Hunt         | McLaren-Ford       | 80    | 1:40:09,626    | 1      | 9   |
| 2   | 4  | Patrick Depailler  | Tyrrell-Ford       | 80    | + 6,331 s      | 4      | 6   |
| 3   | 5  | Mario Andretti     | Lotus-Ford         | 80    | + 10,366 s     | 5      | 4   |
| 4   | 3  | Jody Scheckter     | Tyrrell-Ford       | 80    | + 19,745 s     | 7      | 3   |
| 5   | 12 | Jochen Mass        | McLaren-Ford       | 80    | + 41,811 s     | 11     | 2   |
| 6   | 2  | Clay Regazzoni     | Ferrari            | 80    | + 46,256 s     | 12     | 1   |
| 7   | 8  | Carlos Pace        | Brabham-Alfa Romeo | 80    | + 46,472 s     | 10     |     |
| 8   | 1  | Niki Lauda         | Ferrari            | 80    | + 1:12,957     | 6      |     |
| 9   | 10 | Ronnie Peterson    | March-Ford         | 79    | +1 krog        | 2      |     |
| 10  | 28 | John Watson        | Penske-Ford        | 79    | +1 krog        | 14     |     |
| 11  | 16 | Tom Pryce          | Shadow-Ford        | 79    | +1 krog        | 13     |     |
| 12  | 6  | Gunnar Nilsson     | Lotus-Ford         | 79    | +1 krog        | 15     |     |
| 13  | 22 | Jacky Ickx         | Ensign-Ford        | 79    | +1 krog        | 16     |     |
| 14  | 9  | Vittorio Brambilla | March-Ford         | 79    | +1 krog        | 3      |     |
| 15  | 18 | Brett Lunger       | Surtees-Ford       | 78    | +2 kroga       | 22     |     |
| 16  | 19 | Alan Jones         | Surtees-Ford       | 78    | +2 kroga       | 20     |     |
| 17  | 7  | Larry Perkins      | Brabham-Alfa Romeo | 78    | +2 kroga       | 19     |     |
| 18  | 17 | Jean-Pierre Jarier | Shadow-Ford        | 77    | +3 krogi       | 18     |     |
| 19  | 38 | Henri Pescarolo    | Surtees-Ford       | 77    | +3 krogi       | 21     |     |
| 20  | 25 | Guy Edwards        | Hesketh-Ford       | 75    | +5 krogov      | 23     |     |
| Ods | 26 | Jacques Laffite    | Ligier-Matra       | 43    | Pritisk olja   | 9      |     |
| Ods | 30 | Emerson Fittipaldi | Fittipaldi-Ford    | 41    | Izpušni sistem | 17     |     |
| Ods | 34 | Hans Joachim Stuck | March-Ford         | 36    | Obnašanje      | 8      |     |
| Ods | 20 | Arturo Merzario    | Wolf-Williams-Ford | 11    | Trčenje        | 24     |     |
| DNS | 24 | Harald Ertl        | Hesketh-Ford       |       | Trčenje        |        |     |
| DNS | 21 | Chris Amon         | Wolf-Williams-Ford |       | Trčenje        |        |     |
| DNQ | 39 | Otto Stuppacher    | Tyrrell-Ford       |       |                |        |     |